# What’s Going On (альбом)
| Оценки критиков               | Оценки критиков |
| Источник                      | Оценка          |
| ----------------------------- | --------------- |
| AllMusic                      | [ 1 ]           |
| Chicago Tribune               | [ 2 ]           |
| Christgau's Record Guide      | B+              |
| MusicHound R&B                | 5/5             |
| The Observer                  | [ 5 ]           |
| Rolling Stone                 | [ 6 ]           |
| The Rolling Stone Album Guide | [ 7 ]           |
| Slant Magazine                | [ 8 ]           |
| Sputnikmusic                  | 5/5             |
| The Village Voice             | B               |

What’s Going On (в переводе с англ. — «Что происходит») — одиннадцатый студийный альбом американского музыканта Марвина Гэя, выпущенный 21 мая 1971 года на Tamla Records, дочернем лейбле звукозаписывающей компании Motown.

## Об альбоме
What’s Going On записывался в июне 1970 года и с марта по май 1971 года на студиях Hitsville U.S.A., Golden World, United Sound в Детройте и The Sound Factory в Уэст-Голливуде. Запись была спродюсирована самим исполнителем, впервые в его карьере.
Этот альбом является концептуальным и состоит из девяти песен, большая часть которых переходит в последующий трек. Его также относят к вокальному циклу, поскольку альбом заканчивается повтором вступительной композиции. В текстах песен повествование ведётся от лица ветерана Вьетнамской войны, вернувшегося в страну, за которую он воевал, и не увидевшего ничего, кроме несправедливости, страданий и ненависти.
What’s Going On стал первым альбомом, на котором были указаны имена сессионных музыкантов из Funk Brothers, основной студийной группы Motown Records. Помимо тем наркомании, нищеты и войны во Вьетнаме, в нём были выражены новые тенденции в соул-музыке. What’s Going On был успешен как в коммерческом отношении, так и в оценке критиков и, пережив испытание временем, стал классикой соула начала 1970-х годов. В США он занял шестую строчку в чарте Billboard 200 и в декабре 1993 года получил сертификат золотого диска от Американской ассоциации звукозаписывающих компаний. В различных общественных и профессиональных опросах он был выбран в качестве одной из знаковых записей в истории популярной музыки и одного из лучших когда-либо выпущенных альбомов. В 2003 году диск занял шестое место в списке «500 величайших альбомов всех времён» по версии журнала Rolling Stone, а в 2020 году журнал присудил альбому первое место.

## Список композиций
Все песни спродюсированы Марвином Гэем. Авторы песен адаптированы так, как указано в примечаниях к оригинальному альбому 1971 года выпуска.
| №  | Название                            | Автор(ы)                                        | Длительность |
| -- | ----------------------------------- | ----------------------------------------------- | ------------ |
| 1. | «What’s Going On»                   | Марвин Гэй, Эл Кливленд и Ренальдо «Оби» Бенсон | 3:51         |
| 2. | «What’s Happening Brother»          | М. Гэй и Джеймс Никс-младший                    | 2:57         |
| 3. | «Flyin’ High (In the Friendly Sky)» | Гэй                                             | 3:40         |
| 4. | «Save the Children»                 | М. Гэй, Кливлен и Бенсон                        | 3:04         |
| 5. | «God is Love»                       | М. Гэй, Анна Горди Гей, Элджи Стовер и Никс     | 3:04         |
| 6. | «Mercy Mercy Me (The Ecology)»      | Гэй                                             | 3:05         |

| №  | Название                                  | Автор(ы)                  | Длительность |
| -- | ----------------------------------------- | ------------------------- | ------------ |
| 1. | «Right On»                                | М. Гэй и Эрл Деруэн       | 7:20         |
| 2. | «Wholy Holy»                              | М. Гэй, Бенсон и Кливленд | 3:20         |
| 3. | «Inner City Blues (Make Me Wanna Holler)» | М. Гэй и Никс             | 5:16         |

## Чарты

### Еженедельные чарты
| Чарт (1971)                   | Высшая позиция |
| ----------------------------- | -------------- |
| США Billboard Pop Albums      | 6              |
| США Billboard Top Soul Albums | 1              |
| Канада RPM Albums             | 37             |

| Чарт (1984)              | Высшая позиция |
| ------------------------ | -------------- |
| США Billboard Pop Albums | 154            |

| Чарт (1996)          | Высшая позиция |
| -------------------- | -------------- |
| Великобритания (OOC) | 56             |

| Чарт (2006) | Высшая позиция |
| ----------- | -------------- |
| Ирландия    | 64             |

### Ежегодные чарты
| Чарт (1971)                   | Высшая позиция |
| ----------------------------- | -------------- |
| США Billboard Pop Albums      | 52             |
| США Billboard Top Soul Albums | 3              |

| Чарт (1972)                   | Высшая позиция |
| ----------------------------- | -------------- |
| США Billboard Top Soul Albums | 27             |

## Сертификации
| Регион | Сертификация | Продажи  |
| --- | ------------ | -------- |
| Великобритания (BPI) | Платиновый   | 300 000* |
| США (RIAA) | Золотой      | 500 000^ |
| * Данные о продажах приведены только на основе сертификации. ^ Данные о тиражах приведены только на основе сертификации. |              |          |